# Opel-Multec

1. Форсунка; 2. Регулятор тиску палива; 3. Потенціометр дросельної заслінки; 4. Кроковий двигун холостого ходу; 5. Датчик тиску у впускному трубопроводі; 6. Лямбда-зонд; 7. Датчик температури охолодної рідини; 8. Підведення палива; 9. зливання палива в бак; 10. Зворотний паливний клапан; 11. Вентиляція паливного бака; 12. Електронний блок керування; 13. До паливного насоса; 14. Контрольна лампа; 15. До розподільника запалювання; 16. Вимикач запалювання; 17. від розподільника; 18. «+» акумулятора; 19. Частотний датчик пройденого шляху; 20. Вимикач паркування(нейтралі)

Система впорскування палива «Opel-Multec» — це система одно точкового (центрального) переривчастого впорскування. Як і в системі «Mono-Jetronic», тиск палива й переріз отвору форсунки постійні, тому доза впорскування палива визначається тільки тривалістю відкриття форсунки.
Система «Opel-Multec» не має витратоміра, як і система «Mono-Jetronic», але відповідність між масою всмоктування палива також установлюється за трьома параметрами:
Кутом повороту дросельної заслінки, частотою обертання колінчатого вала двигуна й тиском у впускному трубопроводі. Електричний блок керування, дістаючи сигнали від датчика  тиску у впускному трубопроводі, коректує склади робочої суміші залежно від режиму роботи двигуна. Система має регулятор холодного ходу з кроковим електродвигуном  і пристрій контролю за розпиленням палива, в якій підводяться пари палива з бака. Центральний вузол впорскування має в своєму складі електромагнітну форсунку 1, регулятор тиску 2, регулятор холостого ходу з кроковим електродвигуном 4, дросельну заслінку з потенціометром 3.
Це система уприскування для автомобільних двигунів, яка в основному використовувалася General Motors з середини 1980-х років; Першим транспортним засобом на німецькому ринку з цією системою впорскування став Opel Corsa-A з двигуном 1.3i у вересні 1985 року.